# Fryderyk Albert
Fryderyk Albert, wł. Federico Albert (ur. 16 października 1820 w Turynie, zm. 30 września 1876 w Lanzo Torinese) – włoski duchowny katolicki, teolog i prezbiter, założyciel żeńskiego zgromadzenia zakonnego, błogosławiony Kościoła rzymskokatolickiego.
Fryderyk Albert urodził się jako najstarszy syn wysokiego urzędnika państwowego. Studiował na akademii wojskowej. Podczas modlitwy przy grobie bł. Sebastiana Valfrè uprzytomnił sobie, że jest powołany do kapłaństwa. Na uniwersytecie w Turynie uzyskał doktorat teologii. Po święceniach mianowano go kapelanem królewskim. Wybudował hospicjum dla sierot pod wezwaniem Marii Niepokalanej. Tam też w roku 1869 założył Zgromadzenie Sióstr Wincentek (św. Wincentego) Niepokalanego Poczęcia NMP. W 1873 roku otrzymał nominację na biskupa Pinerolo, której nie przyjął.
Zmarł w opinii świętości w obecności salezjanów: św. Jana Bosko i bł. Michała Rua w Instytucie Salezjańskim w Lanzo, który wówczas odwiedził. Pochowany początkowo na miejscowym cmentarzu, został przeniesiony w 1877 roku do kaplicy Niepokalanego Serca Maryi w kościele parafialnym św. Piotra w okowach (wł. Chiesa Parrocchiale di S. Pietro in Vincoli di Lanzo).
Beatyfikowany w Rzymie przez Jana Pawła II 30 września 1984 roku w 108. rocznicę swojej śmierci.
Jego wspomnienie liturgiczne obchodzone jest również w dzienną rocznicę śmierci.